# جلين لاينديكير
جلين لاينديكير (بالإنجليزية: Glenn Layendecker)‏ مواليد 9 مايو 1961 في ستانفورد، هو لاعب كرة مضرب أمريكي سابق بدأ مسيرته كمحترف سنة 1983 وكان يلعب باليد اليسرى، اعتزل اللعب في 1992. أعلى تصنيف له في الفردي كان المركز الـ 48 في سنة 1990. أعلى تصنيف له في الزوجي كان المركز الـ 32 في سنة 1989.

## روابط خارجية
- جلين لاينديكير على موقع رابطة محترفي التنس (الإنجليزية)
- جلين لاينديكير على موقع الاتحاد الدولي لكرة المضرب (الإنجليزية)
- جلين لاينديكير على موقع خلاصة التنس.كوم (الإنجليزية)